# امبوهیسوا
امبوهیسوا (به لاتین: Ambohisoa) یک سکونتگاه مسکونی در ماداگاسکار است که در سوفیا (ماداگاسکار) واقع شده‌است.

## خصوصیات
امبوهیسوا ۵٬۰۰۰ نفر جمعیت دارد و ۳۱۵ متر بالاتر از سطح دریا واقع شده‌است.